# 鞍山有轨电车
鞍山有轨电车，又称“鞍山摩电”，是1953年至2003年在鞍山市运行的有轨电车系统，共包含一条线路，鼎盛时期里程达12.84千米。目前已停运。

## 未来发展
2017年12月29日，《鞍山有轨电车千山线项目可行性研究报告》专家评审会召开。规划千山线全长23.804千米，全线车站12座，在玉龙湾站附近设车辆基地，意在缓解鞍山交通拥堵、优化城市结构、促进主城区整体发展。然而评审会召开完毕后，本线再无下文。